# Dominik Kacin
Dominik Kacin, slovenski zadružni delavec, * 1. avgust 1895, Idrijske Krnice, † 4. december 1971, Ljubljana.

## Življenje in delo
Leta 1914 je maturiral na idrijski realki, po prvem semestru študija na trgovski šoli v Ljubljani pa je bil vpoklican k vojakom, poslan na vzhodno bojišče in tam ujet. Iz ujetništva se je težko ranjen vrnil domov leta 1918. Ker ni mogel nadaljevati študija, se je po tečaju na Trgovski akademiji v Ljubljani zaposlil najprej v letih 1921−1924 pri Zadružni zvezi v Gorici, nato do 1929 pri raznih gospodarskih zadrugah na Idrijskem ter od 1929-1942 pri Kmetijski posojilnici in hranilnici v Cerknem. V času gospodarskih kriz je pomagal reševati zadolženo slovensko kmečko posest pred pritiski italijanskih bank, sodeloval pa je tudi v organizaciji TIGR, zaradi česar so ga fašistične oblasti preganjale, kar je nenehno ogrožalo njegovo enajstčlansko družino. Zaradi sodelovanja v OF je bil novembra 1942 aretiran in zaprt. Po kapitulaciji Italije je bil iz italijanskih zaporov odpeljan
v koncentracijsko taborišče Mauthausen, ter nato poslan na prisilno delo v okolico Linza.
Po osvoboditvi je do 1947 služboval pri gospodarskih zadrugah v Cerknem ter nato do upokojitve 1955 v
Kanalu ob Soči, ter bil ves čas tudi politično aktiven.